# Elkalyce
Elkalyce är ett släkte av fjärilar. Elkalyce ingår i familjen juvelvingar.

## Dottertaxa tillElkalyce, i alfabetisk ordning[1]
- Elkalyce albrighti
- Elkalyce alcetas
- Elkalyce amurensis
- Elkalyce amyntas
- Elkalyce amyntula
- Elkalyce antealcetas
- Elkalyce ardescens
- Elkalyce argiades
- Elkalyce arizonensis
- Elkalyce australis
- Elkalyce austriaca
- Elkalyce bandana
- Elkalyce caerulescens
- Elkalyce celastroides
- Elkalyce cellariusi
- Elkalyce cinereicatenata
- Elkalyce comyntas
- Elkalyce coretas
- Elkalyce cratylus
- Elkalyce decolor
- Elkalyce decolorata
- Elkalyce depuncta
- Elkalyce dilutior
- Elkalyce diminuta
- Elkalyce diporides
- Elkalyce disporides
- Elkalyce dodgei
- Elkalyce formosana
- Elkalyce glycon
- Elkalyce hainani
- Elkalyce heerii
- Elkalyce herii
- Elkalyce hugelii
- Elkalyce idmon
- Elkalyce indica
- Elkalyce indicana
- Elkalyce ion
- Elkalyce irenae
- Elkalyce jemezensis
- Elkalyce kala
- Elkalyce lacturnus
- Elkalyce leechi
- Elkalyce luteumfera
- Elkalyce meinersi
- Elkalyce merisina
- Elkalyce metallica
- Elkalyce modestus
- Elkalyce mureisana
- Elkalyce myrmidon
- Elkalyce nebulosa
- Elkalyce nuditurea
- Elkalyce ornata
- Elkalyce pallescens
- Elkalyce pallida
- Elkalyce palliensis
- Elkalyce polysperchinus
- Elkalyce polysperchon
- Elkalyce postnuditurea
- Elkalyce potanini
- Elkalyce praemerisina
- Elkalyce puer
- Elkalyce pulchra
- Elkalyce purpurascens
- Elkalyce rileyi
- Elkalyce rufomaculata
- Elkalyce ruhlianus
- Elkalyce seidakkadaya
- Elkalyce seitzi
- Elkalyce semicaeca
- Elkalyce siamensis
- Elkalyce sissona
- Elkalyce teresias
- Elkalyce texana
- Elkalyce tibetanus
- Elkalyce tiresias
- Elkalyce tuarana
- Elkalyce tukagutii
- Elkalyce turana
- Elkalyce ultramarina
- Elkalyce umbriel
- Elkalyce valeriae
- Elkalyce watermani
- Elkalyce vernalis
- Elkalyce yerta
- Elkalyce zachaeus
- Elkalyce zuthus